# Oliver Madas
Oliver Madas (* 3. November 1979 in Wien) ist ein österreichischer Schlagzeuger der Wiener Philharmoniker, Komponist und Professor an der Universität für Musik und darstellende Kunst Wien.

## Leben und Wirken
Madas maturierte 1999 am Musikgymnasium Wien. Er studierte bis 2003 an der Universität für Musik und darstellende Kunst in Wien. Danach war er unter anderem an der Volksoper Wien und seit 2003 im Orchester der Wiener Staatsoper tätig, bis 2006 der Eintritt bei den Wiener Philharmonikern erfolgte. Seit
2008 hat er eine Professur für Schlaginstrumente in der Musikpädagogik an der Universität für Musik und darstellende Kunst inne. Madas komponierte zahlreiche Werke für verschiedene Soloinstrumente, Kammermusikformationen und Orchester. Die CD Vorschlag des Ensembles The Rhythmania Artists enthält ausschließlich Werke von Madas.